# 3311 Podobed
3311 Podobed eller 1976 QM1 är en asteroid i huvudbältet som upptäcktes den 26 augusti 1976 av den rysk-sovjetiske astronomen Nikolaj Tjernych vid Krims astrofysiska observatorium på Krim. Den har fått sitt namn efter Vladimir V. Podobed.
Asteroiden har en diameter på ungefär 17 kilometer.